# Mecas bicallosa
Mecas bicallosa là một loài bọ cánh cứng trong họ Cerambycidae.